# Iglesia de San Andrés Apóstol (Cubas de la Sagra)
La iglesia de San Andrés Apóstol es un inmueble de la localidad española de Cubas de la Sagra, en la provincia de Madrid.

## Descripción
A la iglesia se le han atribuido rasgos mudéjares. Su construcción original podría remontarse a finales del siglo XV o principios del XVI. Aparece mencionada en el séptimo volumen del Diccionario geográfico-estadístico-histórico de España y sus posesiones de Ultramar de Pascual Madoz, en la entrada correspondiente a Cubas de la Sagra, de la siguiente manera:

y una igl. parr. (San Andrés Apostol), servida por un párroco, cuyo curato es de entrada y de patronado del Estado: en ella existe una reliquia, la cabeza de San Simon Apostol con sus auténticas, regalo por el arz. de Chipe á Cárlos I, y venido á este pueblo por conducto de la casa de Malpica: se tiene en muchísima veneracion, tanto que ahora han querido trasladarla á Toledo, y los vecinos se han opuesto hasta conseguir que no lo efectuen, y que no se les moleste mas sobre este particular».
(Madoz, 1847, p. 192)

Se la describe en la Historia de Madrid y de los pueblos de su provincia (1921) de Juan Ortega Rubio de la siguiente manera:

La iglesia parroquial del apóstol San Andrés, de una espaciosa nave, llama la atención por el artístico maderamen que la cubre; debe ser obra de fines del siglo XV o principios del XVI, conservándose en ella tradiciones mudéjares. Está formada de elegantes lacerías, y el centro ostenta gran rosetón de estalactitas, contribuyendo, al mejor efecto, unas fajas pintadas de blanco y negro, que a distancia parecen incrustaciones de ébano y marfil. Alfuna obra parecida existe en Toledo; pero en la provincia de Madrid sólo guarda cierta analogía la techumbre de la iglesia de Villaverde. En el retablo mayor se destacan buenas esculturas de fines del siglo XVI y medianas pinturas. De la misma época y traza son dos altares laterales de la nave, en uno de los cuales se ven encerrados bonitos bustos de Santa Cristina, Santa Águeda, Santa Cecilia, San Andrés y San Blas, con medallones de aljófar en el pecho, conteniendo cada uno reliquias de los santos representados. En la urna que conteniene los bustos se lee la siguiente inscripción:
 Estas santas reliquias dió la magestad cesárea de la emperatriz a Antonio Fernández de Alameda, capellán de la serenísima princesa doña Juana, su cara hermana. Anno 1603.
El citado capellán yace sepultado al pie del altar, según reza la inscripción de la losa. Trasladado a esta iglesia desde el derruído convento de Franciscanos, hay otro altar de reliquias, entre las que debe citarse la cabeza del apóstol San Simón, regalo, según cuentan, del arzobispo de Chipre a Carlos V, y traído a este pueblo por conducto de la casa de Malpica. El curato es de entrada.
(Ortega Rubio, 1921, pp. 164-165)

El 19 de enero de 1983 fue declarada monumento histórico-artístico de carácter nacional. En la actualidad cuenta con el estatus de bien de interés cultural.